# Ligny-le-Ribault
Ligny-le-Ribault là một xã trong tỉnh Loiret, vùng Centre-Val de Loire bắc trung bộ nước Pháp. Xã này nằm ở khu vực có độ cao từ 84-117 mét trên mực nước biển.